# Hundsbach
Hundsbach é uma comuna francesa na região administrativa de Grande Leste, no departamento Alto Reno. Estende-se por uma área de 4,06 km². Em 2010 a comuna tinha 362 habitantes (densidade: 89,2 hab./km²).